# لين غراهام
لين غراهام (بالإنجليزية: Lynne Graham)‏ (30 يوليو 1956، أيرلندا الشمالية في المملكة المتحدة)؛ روائية بريطانية.